# Bogdan Pietrusiak
Bogdan Pietrusiak (ur. 14 lipca 1933, zm. 26 stycznia 2007) – polski szachista, od początku lat 80. XX wieku reprezentant Szwecji.

## Kariera szachowa
W latach 1962–1976 jedenastokrotnie wystąpił w finałach mistrzostw Polski seniorów. Najlepszy rezultat osiągnął w roku 1966, zdobywając w Rzeszowie tytuł wicemistrza kraju. Oprócz tego, w roku 1964 zajął IV m., a w 1971 i 1972 – VII m. w finałowych turniejach. Dzięki zdobyciu medalu na mistrzostwach Polski zagrał w 1967 r. w turnieju strefowym (eliminacji mistrzostw świata) w Halle, zajął jednak odległe XVIII-XIX m. W latach 1964–1966 trzykrotnie wystąpił w memoriałach Akiby Rubinsteina w Polanicy-Zdroju, najlepszy wynik (IX m.) uzyskując w roku 1965. W latach 70. odniósł kilka sukcesów w turniejach międzynarodowych oraz ogólnopolskich, m.in. we Wrocławiu (1971, IV m.), Mielnie (1971, turniej open, I-II m. wspólnie z Krzysztofem Pytlem), Krośnie (1975, open, II m. za Janem Adamskim), Iwoniczu-Zdroju (1976, open, IV m. za Dawidem Bronsteinem, Andrzejem Maciejewskim i Józefem Gromkiem), Brnie (1976, V-VI m.) oraz w Mielnie (1978, open, I m.).
Na początku lat 80. wyjechał do Szwecji i przyjął obywatelstwo tego kraju. W latach 1982 i 1983 dwukrotnie zwyciężył w mistrzostwach klubu Limhamns SK w Malmö. W 1984 r. zajął XIII m. w rozegranych w Linköping mistrzostwach Szwecji.
Najwyższy ranking w karierze osiągnął 1 stycznia 1976 r., z wynikiem 2310 punktów dzielił wówczas 28-29. miejsce wśród polskich szachistów. Od 1996 r. nie występował w turniejach klasyfikowanych przez Międzynarodową Federację Szachową.